# Sinarikhi
Sinarikhi is een bestuurslaag in het regentschap Nias van de provincie Noord-Sumatra, Indonesië. Sinarikhi telt 813 inwoners (volkstelling 2010).